# Dendronephthya australis
Dendronephthya australis är en korallart som beskrevs av Kükenthal 1905. Dendronephthya australis ingår i släktet Dendronephthya och familjen Nephtheidae. Inga underarter finns listade i Catalogue of Life.